# 比格島 (哈得遜海峽)
62°43′N 070°43′W / 62.717°N 70.717°W

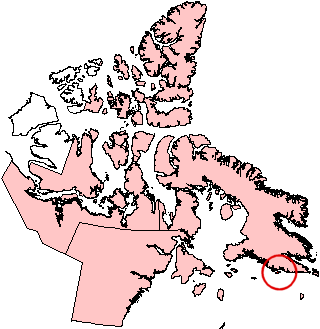

比格島是加拿大的島嶼，位於哈得遜海峽，屬於北極群島的一部分，由基吉柯塔魯克地區負責管轄，長62公里、寬23公里，面積803平方公里，最高點海拔高度365米，島上無人居住。